# Шанидзе, Дито Иванович
Дито Иванович Шанидзе (8 февраля 1937, д. Дерчи, Грузинская ССР, СССР — 18 ноября 2010, Тбилиси, Грузия) — советский тяжелоатлет, шестикратный чемпион СССР (1969—1974), двукратный чемпион Европы (1972, 1973), чемпион мира (1973), двукратный призёр Олимпийских игр (1968, 1972). Заслуженный мастер спорта СССР (1972).

## Спортивная карьера
Начал заниматься тяжёлой атлетикой в возрасте 25 лет у Бондо Кучухидзе. В дальнейшем продолжил тренироваться под руководством Мамии Жгенти. Являлся лучшим советским тяжелоатлетом в полулёгком весе (до 60 килограмм) в конце 1960-х и первой половине 1970-х годов. Установил 15 рекордов СССР.
В 1968 году был вызван в сборную СССР и в том же году завоевал серебряные медали на Летних Олимпийских играх 1968, а также на чемпионате мира и Европы. На Летних Олимпийских играх 1972 Шанидзе вновь выиграл серебряную медаль и взял серебро на чемпионате мира.
Кроме того, в 1973 году он победил на чемпионате мира, а в 1972 и 1973 году становился чемпионом Европы.
Среди других его наград на крупнейших международных турнирах были бронза в 1969 году на чемпионате мира, серебро на чемпионате Европы в 1969, 1971 и 1974 годах.
В 1968 году серебряный призёр, а в период с 1969 по 1974 года становился чемпионом СССР по тяжёлой атлетике. В 1971 году стал победителем Спартакиады, а также выиграл кубок СССР в рывке с весом 135 кг.

## Мировые рекорды
| Упражнение          | Вес      | Дата           | Место     |
| ------------------- | -------- | -------------- | --------- |
| Толчок двумя руками | 153,5 кг | 11 марта 1971  | Ростов    |
| Толчок двумя руками | 156 кг   | 15 мая 1971    | Констанца |
| Троеборье           | 402,5 кг | 12 апреля 1972 | Таллин    |